# ボディ・ランゲージ (クイーンの曲)
『ボディ・ランゲージ』（Body Language ↑⬱）は、英国のロックバンドクイーンが1982年に発表した楽曲で、同年の4月19日にアルバム『ホット・スペース』からの先行シングルとして発売され、B面には「ライフ・イズ・リアル (レノンに捧ぐ)」が収録された。
アメリカのチャートでは11位まで上昇するが、イギリスでは25位にとどまり、イギリスでの不評を象徴する結果となった。

## 概要
後にロジャー・テイラーが「アルバムとしては悪くないが、時代を先取りしすぎたアルバム」と語った『ホット・スペース』からの先行シングル。
『アンダー・プレッシャー』も『ホット・スペース』に収録されているシングル曲だが、『アンダー・プレッシャー』は時系列的には「グレイテスト・ヒッツ」に先に収められている国もあるため、実質的にこの曲が『ホット・スペース』からの"シングル・カット第一弾"とされている。
ドラムのプログラミングはマーキュリーによるものである。

## ミュージック・ビデオ
「ゲイ浴場の内装を模したと思われるスチーム・サウナのような場所で男女が戯れる」という内容のミュージック・ビデオとストレートで卑猥すぎる歌詞はアメリカで大いに物議を醸し、多くのTV局がこの曲のビデオの放送を禁止する事態となった。MTVにおいて「最初に放送禁止になった曲」となっている。ビデオはカナダのトロントで1982年の4月に撮影された。監督はブライアン・グラント(Brian Grant)。

## 評価
チャートとは裏腹に、アルバム自体の評価はレコード・ミラー、サウンズ、ニュー・ミュージカル・エクスプレスの各イギリスの音楽紙で好評だった。
また、この曲は全米のバーやダンスクラブでは人気を博した。
- ローリングストーン誌は「全く楽しくないファンク」と評している[11]。
- 東郷かおる子は「作品単体として取り上げれば、『ボディ・ランゲージ』のファンキーな味は魅力的」と評している[12]。

### メンバーによる発言
- ブライアン・メイはこの曲について「ホット・スペースのためにフレディが書いてきた曲のいくつかには、明らかにゲイ・セクシュアルの視点から書かれたものがあった。僕たちにはいろいろな信念を持った友人がいるのですべてを受け入れていくのはいいだろうけれど『ボディ・ランゲージ』のようなゲイ・アンセムは、僕が締め出されているような感覚があった」と語っている[13]。
- ジョン・ディーコンは『地獄へ道連れ』、『アンダー・プレッシャー』、『ボディ・ランゲージ』を立て続けにリリースしたことで「長年のファンを幻滅させ、ロックファンの一部を失ったかもしれない。それは自覚しているし、次のアルバムに活かす」と語っている[14]。

## シングル収録曲
1. ボディ・ランゲージ - Body Language (Mercury)
2. ライフ・イズ・リアル (レノンに捧ぐ) - Life Is Real (Song For Lennon) (Mercury)

ただし、カナダでは『アンダー・プレッシャー』のカップリングで『ボディ・ランゲージ』がB面のシングルが発売されており、1983年にはアメリカでB面が『コーリング・オール・ガールズ』のシングルが発売されているなど、通常のカップリングとは異なるものもある。

## 収録アルバム
- 1992年発売の「グレイテスト・ヒッツ」のハリウッド・レコード盤に収録[17]。

## チャート
| 国               | ピーク |
| ---------------- | ------ |
| イギリス         | 25     |
| オーストラリア   | 28     |
| カナダ           | 3      |
| ドイツ           | 27     |
| イタリア         | 13     |
| オランダ         | 6      |
| ニュージーランド | 19     |
| ポーランド       | 3      |
| スウェーデン     | 10     |
| アメリカ         | 11     |

## 別バージョン
- 1991年にアメリカのハリウッドレコードから発売された『ホット・スペース』のCDには、ボーナス・トラックとしてスーザン・ロジャースによるリミックス・バージョンが収録されている[6]。

## ライブ
1982年11月3日の西武ライオンズ球場でのコンサートを始めとして「ホット・スペース・ツアー」で演奏された。しかしながら当時VHSで発売された「ライブ・イン・ジャパン」には収録されなかった。また1982年6月5日の「ミルトン・キーンズ・ボウル」のコンサートでは演奏されなかったため、『オン・ファイアー/クイーン1982』にも収録されていない。

## 担当
- フレディ・マーキュリー - リード・ヴォーカル、コーラス、シンセサイザー、ドラムマシン、シンセベース
- ブライアン・メイ - エレクトリック・ギター
- ロジャー・テイラー - 電子ドラム